# Elgeseter
Elgeseter est un quartier de la ville de Trondheim dans le comté de Trøndelag, en Norvège. Il est situé dans la partie ouest de l'arrondissement de Lerkendal,  à l'est de la rivière Nidelva et au sud de Midtbyen et d'Øya.  Son nom vient de Helgeseter, le  prieuré de Helgeseter, une abbaye augustinienne située à Elgeseter pendant le Moyen Âge.
Elgeseter abrite une partie de l’ Université norvégienne des sciences et technologies.  À l'extrémité sud d'Elgeseter se trouve le stade de l'équipe de première division norvégienne (Rosenborg), ainsi que le stade Lerkendal. Le Studentersamfundet, plus grande association étudiante de Norvège, est situé au nord d'Elgeseter.  

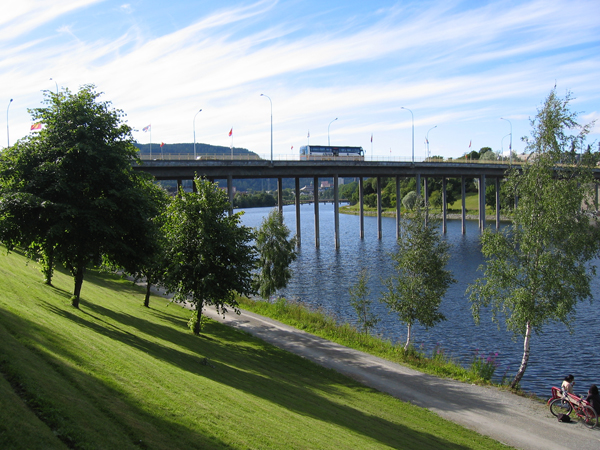
Le pont d'Elgester

Elgester comprend des axes de mobilités majeurs. Le pont d'Elgeseter y a été construit en 1951. La route principale de Trondheim, la route européenne E6 traverse aussi ce quartier.